# Le meurtrier s'est échappé
Pour l’article homonyme, voir Fly by Night.
Pour plus de détails, voir Fiche technique et Distribution.
Le meurtrier s'est échappé (titre original : Fly-by-Night) est un film américain en noir et blanc réalisé par Robert Siodmak, sorti en 1942.

## Synopsis
Geoffrey Burton, un interne en médecine, se fait prendre en otage par un évadé d'asile. Ce dernier est assassiné, et le docteur Burton est accusé du meurtre. Il s'échappe et emmène dans sa fuite sa voisine de chambre d'hôtel…

## Fiche technique
- Titre original : Fly-by-Night
- Titre alternatif : Secrets of G32
- Réalisation : Robert Siodmak
- Scénario : Jay Dratler, F. Hugh Herbert, d'après une histoire de Sidney Sheldon et Ben Roberts
- Chef-opérateur : John F. Seitz
- Montage : Arthur P. Schmidt
- Direction artistique : Haldane Douglas, Hans Dreier
- Producteur : Sol C. Siegel, Colbert Clark
- Société de production et de distribution : Paramount Pictures
- Pays de production :  États-Unis
- Langue originale : anglais américain
- Format : noir et blanc — 35 mm — 1,37:1 — son : mono (Western Electric Mirrophonic Recording)
- Genre : thriller, comédie loufoque
- Durée : 74 minutes
- Date de sortie : 19 janvier 1942 (États-Unis)

## Distribution
- Richard Carlson : le docteur Geoffrey Burton
- Nancy Kelly : Pat Lindsey
- Albert Bassermann : le docteur Storm
- Miles Mander : professeur Langner
- Edward Gargan : l'officier Charlie Prescott
- Adrian Morris : l’officier John Prescott
- Martin Kosleck : George Taylor
- Walter Kingsford : Heydt
- Cy Kendall : Dahlig
- Nestor Paiva : Grube
- Oscar O'Shea : Pa Prescott
- Mary Gordon : Ma Prescott
- Arthur Loft : l'inspecteur Karns
- Marion Martin : l'infirmière blonde
- Clem Bevans : veilleur de nuit de la gare